# Illinois Medical District (métro de Chicago)
Illinois Medical District (anciennement Medical Center) est une station de la ligne bleue du métro de Chicago située sur la Congress Branch dans la médiane de l’autoroute Eisenhower à l'ouest du Loop.

## Description
Elle dessert l'Illinois Medical District, ses hôpitaux affiliés et ses écoles de formation médicale raison pour laquelle la Chicago Transit Authority adapta son nom en 2006 afin de mieux associer la station à son quartier. Un accès y est également possible via la station Polk de la ligne rose. 
Elle offre également la possibilité de rejoindre le United Center. 
Elle a été construite dans le cadre de la Congress Branch en remplacement de l’ancienne ligne de Garfield Park. 
Medical Center, ouverte en 1958, est située à proximité de l’ancienne station Ogden, ses entrées sont situées sur Damen Avenue, Ogden Avenue et Paulina Street. 
En 1992, la Chicago Transit Authority limita Paulina Street à la sortie de passagers (l’embarquement devenant obligatoirement dévié par Damen Avenue ou Ogden Avenue) avant de se raviser de la rouvrir en 1998 tant la demande s’est accrue à la suite de l'ouverture du collège Malcolm X mais aussi aux manifestations organisées au United Center.  
La station Illinois Medical District est ouverte 24 heures sur 24, 7 jours sur 7 et 767 582 passagers y ont transité en 2008.

## Les correspondances avec lebus
Avec les bus de la Chicago Transit Authority :
- #7 Harrison
- #50 Damen
- #126 Jackson

## Dessertes
| Nord/Ouest               |  |             |  | Sud/Est            |
| ------------------------ |  | ----------- |  | ------------------ |
| Western vers Forest Park |  | ligne bleue |  | Racine vers O'Hare |
| modifier sur Wikidata    |  |             |  |                    |